# 오도 1세 (베르망두아)
오도 1세(Odo I, ? - 1085년 이후) 또는 외드 1세(Eudes I)는 헤르베르티언 왕조 출신으로 1080년부터 1085년까지 베르망두아 백작이자 발루아 백작이었고, 1085년부터는 생시몽의 통치자였다. 그는 최후의 카롤링거 왕가 라인의 남자 중의 한 사람으로, 헤르베르트 4세와, 발루아 백작 라울 3세와 아델라 드 바르-수르-오베의 딸 발루아의 아델라이드의 아들이었다. 별칭은 광인 공(the Insane)이다.
햄의 영주였던 삼촌 페녹스의 외드 1세를 계산한다면 외드 2세가 된다.

## 생애
오도는 카롤루스 대제의 둘째 아들 롬바르디아의 왕 피피노 카를로만의 마지막 남계 후손 중의 한 사람으로, 베르망두아 백작 피핀 2세의 7대손이었다. 그는 아버지 헤르베르트 4세로부터 인정받지 못했다. 오도는 1077년 아버지 헤르베르트 4세에 의해 상속권을 박탈당했음에도 어머니 발루아의 아델라이드에 의해 1080년 외할아버지 발루아의 라울 3세와 외삼촌 벡상의 시몬의 영토 발루아백작령을 물려받았다. 그는 프랑스의 바론 이사회에서 다시 지위를 제한하는 안건이 통과되었다. 오도는 정신적으로 쇠약한 상태였는데, 베르망두아의 귀족들은 백작령의 통치권을 오도 1세의 여동생 아델라이드 드 베르망두아에게 넘겼다. 아델라이드 드 베르망두아는 카페 왕가 앙리 1세의 아들 위그와 결혼하였다.
생시몽 출신 헤드비가(Hedwig 또는 Adwise, Avise)와 결혼했으며, 자녀의 존재 여부는 불확실하다. 생시몽의 귀족들 중에는 자신이 베르망두아의 외드의 후손이라 주장하는 이들도 있었다.

### 사후
일설에는 프랑스 루이 14세 시대에 생시몽 공작에 임명된 클로드 드 루브루아나, 루이 16세 시대의 사상가이자 생시몽 백작인 클로드 앙리 드 루브루아의 선조가 되었다는 설이 있다.

## 참고 자료
- Biography FMG.ac

| 전임 헤르베르트 4세 | 베르망두아 백작 1080년 - 1085년 | 후임 아델라이드 드 베르망두아 위그 1세 |

| 전임 헤르베르트 4세 | 블루아 백작 1080년 - 1085년 | 후임 테오발트 3세 |

| 전임 헤르베르트 4세 | 발루아 백작 1080년 - 1085년 | 후임 아델라이드 드 베르망두아 위그 1세 |

| 전임 헤르베르트 4세 | 엘뵈프의 영주 1080년 - 1085년 | 후임 아델라이드 드 베르망두아 위그 1세 |

|  | 생시몽의 영주 1085년 | 후임 외드 2세 |